# Congrégation Mater Dei
La congrégation Mater Dei est une congrégation religieuse féminine contemplative et catéchiste de droit diocésain.

## Historique
La congrégation est fondée le 25 décembre 1977 à San Luis par Mère Marie de Jésus Becerra avec pour but spécifique de former des catéchistes et de jeunes étudiantes et de réciter l'office divin en latin et grégorien. L'institut est approuvé le 6 janvier 2001 par  Juan Rodolfo Laise, évêque du diocèse de San Luis, en Argentine. Les sœurs prononcent leurs vœux perpétuels dans la cathédrale le 2 février 2001, jour de la fête de la Présentation de Jésus au Temple.
La congrégation a choisi saint Thomas d'Aquin comme protecteur spécial car le concile Vatican II a insisté sur la nécessité de l'enseignement de sa pensée pour l'édification de la doctrine catholique. Saint Pie X est le deuxième protecteur de l'institut.
Le 19 mars 2019, elles s'installent au monastère Saint-Joseph du Bessillon en remplacement des sœurs bénédictines.

## Activités et diffusion
Les sœurs publient des catéchismes et autres textes religieux et diffusent la foi à travers les médias tout en cherchant à promouvoir la splendeur du culte dans les célébrations liturgiques ; elles gèrent également des collèges universitaires féminins.
Elles sont présentes en: 
- Amérique : Argentine, Chili, Canada[7].
- Europe : France, Espagne et l'Italie.

La maison-mère est à San Luis.